# Урал (поезд)
Скорый фирменный поезд "Урал" № 445/446 — скорый поезд сообщением Екатеринбург — Кисловодск (до 3 июня 2009 года сообщением Свердловск (Екатеринбург) — Москва — Свердловск (Екатеринбург), формировавшийся на Свердловской железной дороге; с 3 июня 2009 года поезд расформирован в связи с переводом в класс «премиум», составы которого стали формироваться сначала в Ростове-на-Дону Северо-Кавказской железной дороги, затем в Чебоксарах, а с января 2017 года — в Екатеринбурге). С нового графика 2010—2011 составы бывшего «Урала» (Екатеринбург — Москва) переданы на формирование поезда 307/308 Екатеринбург — Кисловодск с присвоением ему фирменности и названия «Урал»). В настоящее время продолжает иметь класс фирменного поезда.

## История

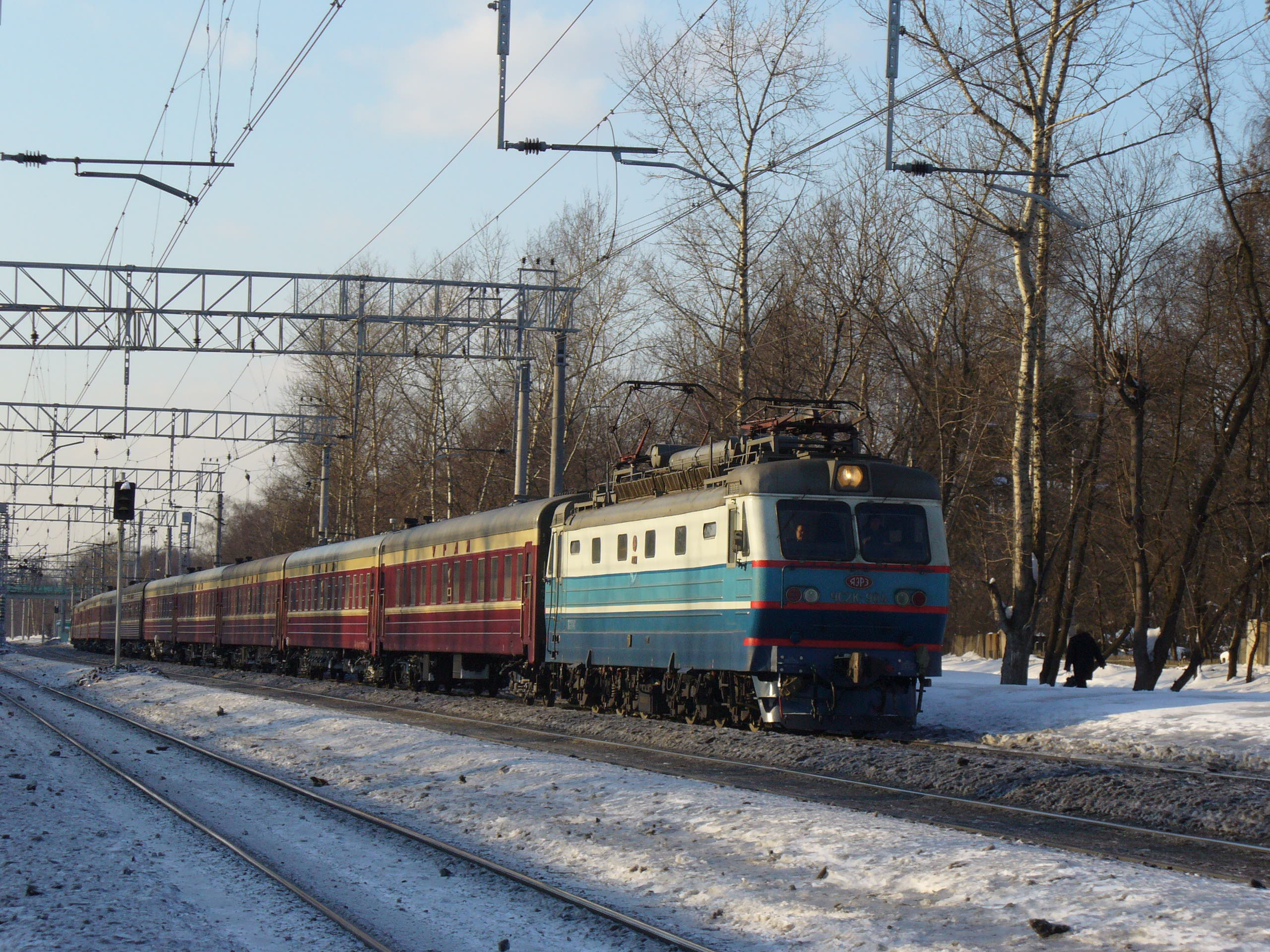
Поезд Урал выезжает из Москвы (2006)

Свою историю скорый поезд «Урал» начинает с 1964 года. До ввода графика движения на лето 2009 года поезд курсировал по маршруту Свердловск (Екатеринбург) — Москва. Вагоны имели тёмно-красную окраску с жёлтым надоконным поясом и текстом «УРАЛ» над окнами. Характерным элементом дизайна были розовые оконные занавески с рябиновыми веточками. До 1986 года поезд ходил по трассе "Свердловск - Пермь - Горький - Москва", причём до 1982 года прибывал на Ярославский вокзал, а затем на Казанский. В 1986 году вместо Перми и Горького поезд пошёл через Казань.  В 2003 году был изменён внутренний дизайн поезда. С 3 июня 2009 года поезд заменён новейшим унифицированным поездом класса премиум. От старого «Урала» осталось только название и расписание.
До 12 декабря 2021 года этот поезд ходил через станцию Котельниково и имел номер № 45/46.
С 12 декабря 2021 года этот поезд получил новый номер № 445/446 и ходит через станцию Волгодонская.

## Интересные факты
При отправлении поезда из Екатеринбурга играет марш «Прощание славянки».